# Molly Pitcher (film 1911 Olcott)
Molly Pitcher è un cortometraggio muto del 1911 diretto da Sidney Olcott.
Il personaggio del titolo, interpretato da Anna Q. Nilsson, è il nome con cui fu soprannominata una donna che aveva dichiarato di aver combattuto alla battaglia di Monmouth durante la guerra d'indipendenza americana (28 giugno 1778) e che viene comunemente identificata in Mary Ludwig Hays McCauley.

## Produzione
Il film fu prodotto dalla Kalem Company.

## Distribuzione
Distribuito dalla General Film Company, il film - un cortometraggio di una bobina - uscì nelle sale cinematografiche USA l'11 dicembre 1911. In giugno, era uscito in sala un altro Molly Pitcher prodotto dalla Champion Film e diretto da Ulysses Davis.